# Vlatko Ilievski
Vlatko Ilievski (Macedonisch: Влатко Илиевски) (Skopje, 2 juli 1985 – aldaar, 6 juli 2018) was een Macedonische acteur en zanger.

## Biografie
Op twaalfjarige leeftijd werd Ilievski lid van de band Moral. In 2003 brachten ze het album Koga patuvam uit en in 2005 waren ze de opwarming voor het concert van Deep Purple in Skopje. Ilievski brak door bij het grote publiek door zijn tweede plaats in Skopje Fest 2010. Hij eindigde met 22 punten gelijk met Gjoko Taneski, maar aangezien zijn tegenstander meer punten kreeg van het publiek, mocht zijn tegenstander Macedonië vertegenwoordigen op het Eurovisiesongfestival 2010 in Oslo, Noorwegen. Een jaar later probeerde hij het opnieuw, en met succes: met het nummer Rusinka won hij Skopje Fest 2011, waardoor hij zijn land mocht vertegenwoordigen op het Eurovisiesongfestival 2011 in Düsseldorf, Duitsland. Daar strandde hij in de halve finale op de 16de plaats.
De zanger werd op 6 juli 2018 dood aangetroffen in zijn auto.
1998: Vlado Janevski · 
2000: XXL · 
2002: Karolina · 
2004: Toše Proeski · 
2005: Martin Vučić · 
2006: Elena Risteska · 
2007: Karolina · 
2008: Tamara, Vrčak & Adrian Gaxha · 
2009: Next Time · 
2010: Gjoko Taneski · 
2011: Vlatko Ilievski · 
2012: Kaliopi · 
2013: Esma & Lozano · 
2014: Tijana Dapčević · 
2015: Danijel Kajmakoski · 
2016: Kaliopi · 
2017: Jana Burčeska · 
2018: Eye Cue · 
2019: Tamara Todevska · 
2021: Vasil · 
2022: Andrea